# Édgar Alarcón
Pour les articles homonymes, voir Alarcon.
Édgar Arnold Alarcón Tejada, né le 9 mai 1961 à Arequipa et mort le 14 mai 2024 à Ayacucho, est un homme politique péruvien.

## Biographie
Édgar Alarcón naît le 9 mai 1961 à Arequipa. Il est comptable de profession.
Il est démis de ses fonctions de contrôleur général par le Congrès en 2017, un an après sa nomination, en raison d'accusations d'enrichissement illicite présumé, attribué à une augmentation de son patrimoine qui n'est pas justifiée par rapport à ses revenus.
Il est membre du Congrès de la République pour Arequipa pendant la période 2020-2021.
Edgar Alarcón meurt à 63 ans le 14 mai 2024 dans un accident de bus sur la route d'Ayacucho.